# Митюра Іван Петрович
Іван Петрович Митюра (нар. 1929 — ?) — український радянський діяч, секретар Івано-Франківського обласного комітету КПУ.

## Біографія
Освіта вища. Член КПРС.
На 1959—1960 роки — начальник управління № 1 Станіславського обласного будівельного тресту.
На 1961—1963 роки — секретар Станіславського (Івано-Франківського) міського комітету КПУ.
2 лютого 1963 — 14 травня 1965 року — завідувач відділу будівництва і міського господарства Івано-Франківського обласного комітету КПУ.
14 травня 1965 — 1968 року — секретар Івано-Франківського обласного комітету КПУ з питань промисловості.
З 1968 року — заступник міністра промисловості будівельних матеріалів Україгнської РСР.
Подальша доля невідома

## Нагороди
- орден Трудового Червоного Прапора
- ордени
- медалі